# Porosana juanalis
Porosana juanalis är en fjärilsart som beskrevs av William Schaus 1916. Porosana juanalis ingår i släktet Porosana och familjen nattflyn. Inga underarter finns listade i Catalogue of Life.